# Sofía Olguín
Sofía Olguín (Buenos Aires, 8 de agosto de 1989) es una escritora y editora de literatura LGBTTI, fundadora de la primera editorial latinoamericana de literatura infantil LGBTTI.

## Biografía
Sofía tuvo su primer acercamiento a la literatura en el primer año de secundaria en Argentina en un taller literario. El segundo acercamiento fue a la edad de 16 años donde comenzó a escribir historias en Amor Yaoi, un sitio dedicado a los fanfics, bajo el seudónimo de Nimphie. Ha trabajado como editora y diseñadora gráfica.

## Trabajo editorial
Trabaja editando libros digitales y es fundadora de una editorial de literatura infantil LGBTTI llamada Bajo el Arcoiris y también edita para la Universidad de Buenos Aires. Tres de los libros publicados por esta editorial tratan sobre familias homoparentales: La familia de Martín (2011), de Nimphie Knox (un seudónimo de Olguín) y Lita Gómez, Mi conejo Mirlo (2012), de Nimphie Knox e ilustraciones de Silfos, y Rosa y Julieta mamás (2012), de Daniel Oropeza y Silfos. En una entrevista para Los mundos posibles: Un estudio sobre la literatura LGBTTI para niñxs, Olguín declara que uno de los motivos para empezar esta editorial fueron "los asesinatos y suicidios de niños y adolescentes LGBT" como Natalia Gaitán, Carlitos Agüero, Ashley Conner, etc.

## Obras
- Menfis (Eldalie Publicaciones, 2010).
- Todos mis sueños, tuyos (Stonewall, 2012).
- Noches de luna roja (Ediciones el Antro, 2012).
- Nocturnabilia (Stonewall, 2012). Esta es una recopilación con varios autores.
- Tiempo al tiempo (Stonewall).
- Ailofiu, antología solidaria (Fabian Vázquez, 2015). Esta es una recopilación con varios autores.
- Los ojos de la reina (2016).[7]
- Se venden sueños (2016).
- La otra orilla del abismo (2016).
- Doce menos cuarto (2016).
- El novio de mi hermano (2016).
- Cuando me transforme en río (Muchas nueces, 2018).[8][9]
- Selvática (Planeta, 2023).